# Ronny Jordan
Pour les articles homonymes, voir Jordan.
Ronny Jordan, né le  29 novembre 1962 à Londres et mort le 14 janvier 2014,, est un guitariste britannique, emblématique du mouvement acid jazz du début des années 1990. 
Sa reprise de So What de Miles Davis, extraite de son premier album The Antidote, a été très remarquée (38e dans les charts en France). Il est connu comme l'un des initiateurs d'une fusion entre jazz et hip-hop. Il a d'ailleurs participé au tout premier volume de la série des Jazzmatazz, le projet jazz-rap du rappeur Guru, paru en 1993. 
Il s'est vu récompensé aux MOBO Awards et aux Gibson Guitar Awards et a obtenu une nomination aux Grammy Awards en 2000 pour son album A Brighter Day. Son style, au fil des années, a glissé vers un registre smooth jazz plus classique.
Le titre « The Jackal » enregistré en 1993 avec Dana Bryant connaît vingt ans plus tard une nouvelle popularité : il est repris dans la série américaine À la Maison-blanche, le porte-parole de la “vraie” Maison-Blanche demande à l'actrice principale de lui apprendre à danser le Jackal, et sur le plateau du Arsenio Hall Show, celle-ci reprend le titre en playback sur les genoux du présentateur.